# Tetramethrin

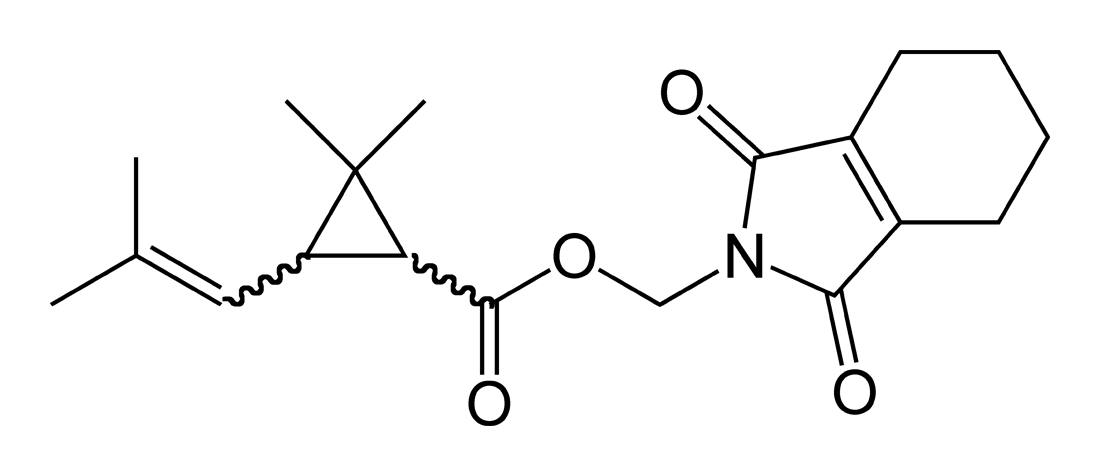
strukturní vzorec Tetramethrinu

Tetramethrin (sumární vzorec C19H25NO4) je silný syntetický insekticid ze skupiny pyrethroidů. Je to bílá krystalická látka s teplotou tání 65-80 °C. Komerční produkt je směsí čtyř stereoizomerů; produkt označovaný jako Neo-pynamin Forte je směsí dvou stereoizomerů s nejsilnějším insekticidním účinkem (poměr směsi izomerů cis a trans je 1:4).
Tetramethrin se používá jako insekticid zejména ve vnitřním prostředí. Aplikuje se jako aerosol, emulgovatelný koncentrát nebo prostřednictvím spirál proti komárům. Často se kombinuje s jinými insekticidy nebo insekticidovými synergisty.

## Životní prostředí
Tetramethrin se v životním prostředí rychle rozkládá na méně toxické produkty. Tenká vrstva se při expozici slunečnímu světlu rozloží velmi rychle. Převažujícími fotoreakcemi jsou epoxidace na isobutenylové dvojné vazbě, oxidace na trans-methylu isobutenylové skupiny na hydroxymethyl, aldehyd nebo karboxylovou kyselinu a hydroperoxidace na allylový hydroperoxid.
Tetramethrin je velmi toxický pro vodní organismy (96hodinová smrtelná koncentrace LC50 pro dva druhy vodních organismů byla 19 a 21 µg/dm3) a pro včely. Pro ptáky je velmi málo toxický.

## Fyziologické účinky
U potkanů se asi 95 % tetramethrinu vylučuje močí a stolicí během 5 až 7 dnů. Metabolizuje se štěpením esteru, odloučením hydroxymethylu z alkoholové části molekuly, redukcí této části, oxidací isobutenylové methylové části kyseliny a pozic 2, 3 a 4 v alkoholové části. Zbývající kyseliny a alkoholy konjugují s kyselinou glukuronovou. Probíhá také cis/trans izomerizace.
Přestože se tetramethrin i jeho 1R-izomery používají již velmi dlouho, nebyly hlášeny žádné případy otrav ani vážných nežádoucích účinků na lidské zdraví. Nic nenaznačuje tomu, že by se při používání v nízkých koncentracích takové účinky objevovaly.
Orální smrtelná dávka LD50 tetramethrinu u potkanů je nad 5 000 mg/kg (jak pro racemickou směs, tak pro směs 1R cis/trans izomerů), u myší 2 000 mg/kg u racemátu, resp. 1 060 mg/kg pro směs 1R izomerů. Podobné hodnoty byly zjištěny i pro dermální příjem látky.